# Audatex
Audatex (afkorting van Auto Daten Expertise) is een schadecalculatiesysteem, ontstaan in Minden (Duitsland) in de jaren zestig.
Audatex is bedoeld voor het begroten van voertuigschades. Het wordt voornamelijk gebruikt door verzekeringsmaatschappijen, leasemaatschappijen en schadeherstelbedrijven, om onderling elektronisch schades af te wikkelen.
Voor ieder voertuig zijn grafische tekeningen beschikbaar waarbij per onderdeel wordt aangegeven of het onderdeel vernieuwd, hersteld, gespoten of gedemonteerd moet worden.
Het Audatex-systeem maakt vervolgens een calculatie met daarin onderdeelnummers en prijzen, arbeidsloon, spuitloon en spuitmateriaal. In 1981 is het bedrijf Audatex gestart in Nederland als Audatex Nederland BV en valt nu onder het label ABZ van Solera. Het systeem Audatex is beschikbaar in circa 70 landen.